# Andrea Moretti
Pour les articles homonymes, voir Moretti.
Pas d'image ? Cliquez ici

a Compétitions nationales et continentales officielles uniquement.

b Matchs officiels uniquement.
Dernière mise à jour le 11 novembre 2021.
 Andrea Moretti, né le 13 novembre 1972 à Mantoue, en Italie, est un ancien joueur italien de rugby à XV. Il est depuis 2021 l'entraîneur des avants de l'équipe d'Italie.

## Biographie
Andrea Moretti évolue au poste de talonneur, il mesure 1,77 m pour 95 kg. 
Il débute à Mantoue, puis il joue à Rugby Viadana avant d'être transféré au Petrarca Rugby Padoue.

Il a honoré sa première cape internationale le 26 octobre 1997 à Tarbes avec l'équipe d'Italie par une victoire 55-32 contre la Roumanie dans le cadre de la Coupe Latine.
Après le Petrarca Rugby Padoue, il évolue sous les couleurs de Rugby Calvisano et jouait les deux dernières saisons de sa carrière à Viadana

## Équipe nationale
- 13 sélections.
- Sélections par année : 1 en 1997, 1 en 1998, 4 en 1999, 6 en 2002, 1 en 2005.
- Tournoi des Six Nations disputé : 2002.
- Coupe  du monde de rugby disputée : 1999 (2 matchs, 1 comme titulaire)

## Palmarès en club
- Champion d'Italie : 2005
- Vainqueur de la Coupe d'Italie : 2004

## Clubs successifs
- Mantoue  Italie
- Rugby Viadana  Italie
- Petrarca Rugby Padoue  Italie 1996-2000
- Worcester Rugby  Angleterre 2000-2001
- Rugby Calvisano  Italie 2001-2006
- Rugby Viadana  Italie 2006-2008